# Tristan Walker
Pour les articles homonymes, voir Walker.
Tristan Walker (né le 16 mai 1991 à Calgary) est un lugeur canadien.

## Carrière
Spécialiste du double, il débute en équipe nationale lors de la saison 2008-2009 avec son coéquipier Justin Snith et participe ensuite aux Jeux olympiques d'hiver de 2010 (15e) et de 2014 (4e en double et 4e par équipes). Aux Championnats du monde, il a obtenu deux médailles, l'argent en 2013 et le bronze en 2012 à chaque fois dans la compétition par équipes et a réalisé comme meilleure performance en double une quatrième place en 2013.

## Palmarès
- Championnats du monde
  -  médaille de bronze par équipes en 2012 à Altenberg.
  -  médaille d'argent par équipes en 2013 à Whistler.

### Coupe du monde
- - Meilleur classement général : 7e en 2014.
  - 2 podiums en double
  - 10 podiums par équipes dont 1 victoire